# 坂井貴行
坂井貴行（本名：貝出啓，1967年3月4日—），日本男藝人、播報員、配音員。出身於大阪府茨木市。血型A型。

## 人物簡介
茨木市立大池小學→茨木市立東中學→大阪府立茨木東高等學校→大阪藝術大學傳播學科畢業。
進入大阪當地經紀公司大阪TV talent bureau（簡稱TTB）之前當過上班族。進入TTB之後改為現藝名。1999年之後休止演藝活動。現為電影公司日活的社員。

## 演出作品

### 電視節目
東京電視台
- 早安工作室（日语：おはようスタジオ）

大阪電視台
MBS

### 廣播節目
fm osaka
- FM大阪資訊 頭條新聞（日语：FM OSAKA INFORMATION）
- FOCUS

- 夕暮

### 廣告
- 東京海上火災保險（日语：東京海上日動火災保険）
- 大阪地區豐田汽車販售店
- 松下電工
- 春天百貨難波（日语：千日デパート火災）
- 大阪電視演藝中心 (簡稱TTC)（日语：テレビタレントセンター）

### 遊戲配音
1992年
- 龍虎之拳（藤堂龍白[注 1]、空手道先生[1]）

1993年
- 侍魂（柳生十兵衛[注 2]、王虎[注 3]）

2000年
- 格鬥天王2000（Unknown[注 4]）

## 腳註